# Щит Ахіллеса

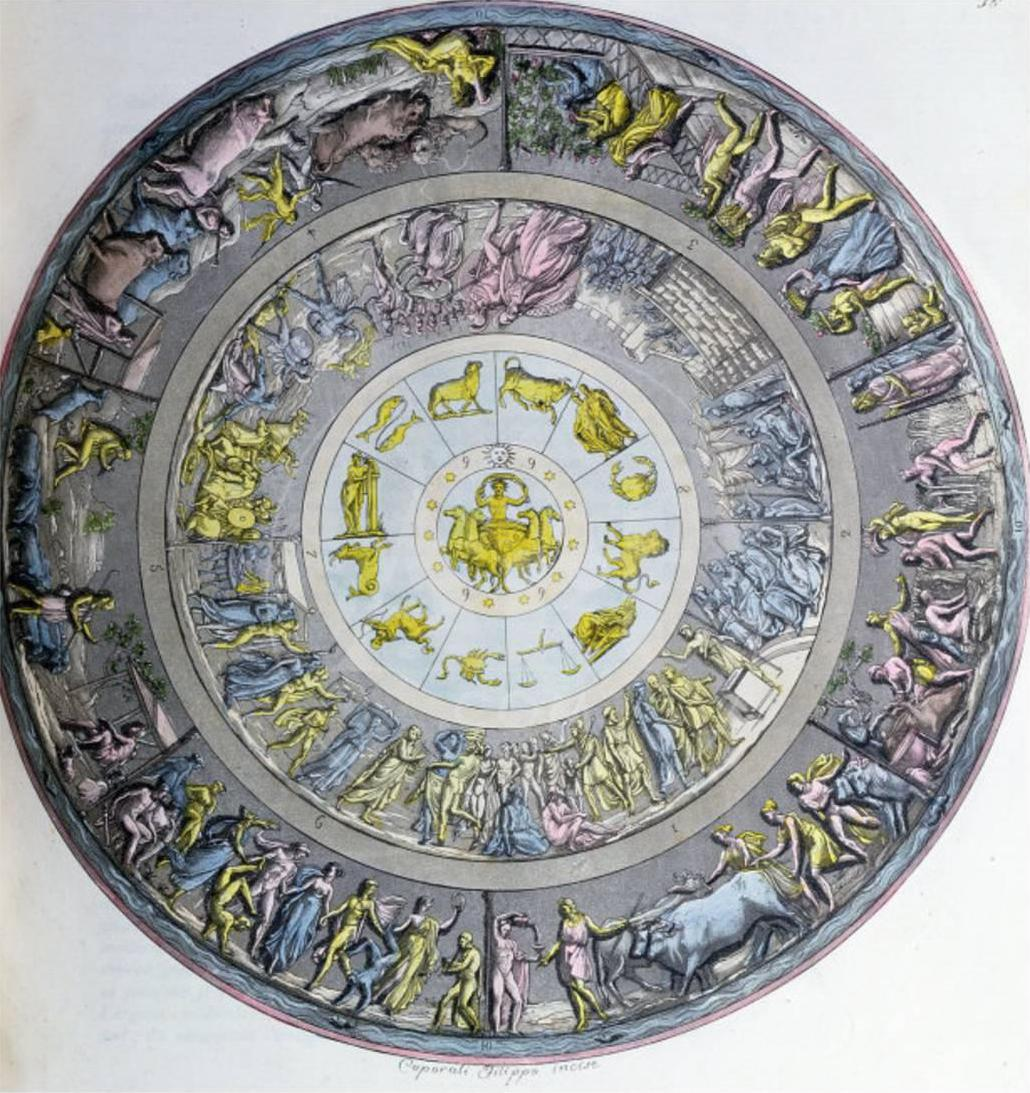
Щит Ахілла, інтерпретація Анджело Монтічеллі, близько 1820 р.

Щит Ахілла — у давньогрецькій міфології — щит, який майстерно викував Гефест для Ахілла перед битвою з Гектором. Цей щит додавався до обладунків, був прикрашений зображеннями різних міфічних персонажів, краєвидами та сценами з життя греків. Детальний опис щита міститься в Іліаді Гомера.
Опис щита, виготовленого Гефестом для Ахілла, став у давнину об'єктом наслідування.Наприклад, в невеликій поемі Гесіода під назвою "Щит Геракла", де описується боротьба Геракла з Кікном, наслідується опис щита Ахіллеса з вісімнадцятої пісні Гомерової "Іліади". В "Енеїді" Вергілія описується щит, виготовлений Вулканом для Енея на прохання його матері Венери.

## Спорядження Ахілла
Ахілл, або Ахіллес, був видатним воїном, який любив і цінував зброю. Бог Гефест виготовив для нього блискучий панцир, оздоблений шолом із золотим гребенем і наголінники з гнутого олова. До них додавався майстерно зроблений щит. Його складали п'ять шарів шкіри, котрі покривали три кільця з міді й олова, вкладених одне в одне. На самому щиті Гефест помістив зображення, прикрашені золотом і сріблом. На зворотному боці знаходився посріблений ремінь.

## Оздоблення
На щиті зображались:
- Небо: сонце, повний місяць і сузір'я, зокрема Плеяди, Велика Ведмедиця та Оріон.
- Міста: в першому — мирне життя — весілля та розваги, музиканти, засідання суду; в другому — битва — Арей і Афіна Паллада йшли на чолі війська. Воїни потрапляли в засідку, а вбитих тягнула з поля бою Смерть.
- Золота нива: ним ішли орачі, ведучи запряжених волів, чоловік подавав їм келих вина, коли ті завертають в кінці ріллі. Далі зображалися жнива та забій бика в жертву, м'ясо котрого потім їдять землероби.
- Виноградник: юнаки й дівчата несли кошики з гронами винограду, хлопчик поряд грав на формінзі.
- Череда биків: із золота й олова, вони ішли до річки в супроводі пастухів і дев'ятьох собак. На череду нападали два лева, котрі вполювали одного з биків, поки пастухи з собаками поспішали на порятунок.
- Пасовище: розташоване в долині з хлівами, куренями та кошарами; ним ішла отара овець.
- Танець: юнаки в хітонах, зі срібними ножами, і дівчата в легкій одежі, у вінках, танцювали, взявшись за руки. Біля них грав на формінзі співець і стрибали два скомороха.
- Океан: могутні хвилі знаходились на краях щита.[2]